# سامورا
سامُرا (اسپانیایی: Zamora، عربی: سَمُورة) مرکز استان سامُرا در بخش خودمختار کاستیا-لئون کشور پادشاهی اسپانیا است. 
سامرا در نزدیکی مرز پرتغال قرار گرفته و ۶۵ هزار نفر جمعیت دارد.